# Vlkovija
Vlkovija (en serbe cyrillique : Влковија ; en bulgare : Вълковия) est un village de Serbie situé dans la municipalité de Dimitrovgrad, district de Pirot. Au recensement de 2011, il comptait 19 habitants.

## Démographie
| 1948 | 1953 | 1961 | 1971 | 1981 | 1991 | 2002 | 2011 |
| ---- | ---- | ---- | ---- | ---- | ---- | ---- | ---- |
| 409  | 351  | 249  | 149  | 89   | 53   | 17   | 19   |

|  |